# Diocesi di Lapito
La diocesi di Lapito (in latino Dioecesis Lapithiensis) è una sede soppressa e sede titolare della Chiesa cattolica.

## Storia
Lapito, sulla costa settentrionale di Cipro (Lapta in turco), è un'antica sede episcopale della Chiesa autocefala di Cipro, suffraganea dell'arcidiocesi di Salamina. La diocesi è documentata in due sole Notitiae episcopatuum del patriarcato di Costantinpoli, databili al IX e X secolo.
Di questa diocesi sono noti tre vescovi: Didimo, che fu rappresentato al concilio di Calcedonia nel 451 da Epafrodito di Tamaso; Eulalio, documentato in una data imprecisata; e Barnaba, menzionato nella vita del patriarca Leonzio II di Gerusalemme (1176).
Dal 1933 Lapito è annoverata tra le sedi vescovili titolari della Chiesa cattolica; la sede finora non è mai stata assegnata.

## Cronotassi dei vescovi greci
- Didimo † (menzionato nel 451)
- Eulalio †
- Barnaba † (menzionato nel 1176)